# Aichi AB-8
Айчі AB-8 (англ. Aichi AB-8, від Aichi Biplane) — проєкт палубного бомбардувальника-торпедоносця створений компанією Aichi для Імперського флоту Японії для заміни Mitsubishi B2M.

## Історія
У 1932 році Імперський флот Японії, незадоволений характеристиками літака Mitsubishi B2M, оголосив конкурс на розробку його заміни, затвердивши специфікацію «7-Сі». Цього разу було вирішено не залучати іноземні фірми, а розробити літак власними силами. В конкурсі взяли участь фірми Mitsubishi й Nakajima, а паралельно з ними флот працював над подальшою розробкою Mitsubishi B1M на 1-му арсеналі флоту в місті Йокосука. Розуміючи потреби флоту, компанія Aichi вирішила почати свою власну розробку палубного бомбардувальника під позначенням AB-8.
Під керівництвом інженера Токуічіро Ґомея було створено біплан змішаної металево-дерев'яної структури з тканинним покриттям, крила могли складатись до хвоста. Екіпаж з трьох осіб розміщувався в відкритих кабінах. AB-8, як і інші проєкти до специфікації «7-Сі», мали використовувати двигуни потужністю понад 600 к.с. В прототипі AB-8 було використано імпортний двигун Lorraine 12E Courlis, який також мав виготовлятися в Японії під назвою Hiro Type 91. Дизайн літака завершили в вересні 1932 року, а перший і єдиний прототип був готовий в 1933 році.
Усі проєкти створені для специфікацій «7-Сі» мали свої проблеми, тому флот був розчарований в літака і зрештою вирішив прийняти на озброєння свою розробку — Yokosuka B3Y, а AB-8 навіть не розглядався. AB-8 було дано цивільну реєстрацію та індекс J-BESL, і він використовувався для випробувань компанією. Це був єдиний тримісний палубний бомбардувальник створений Aichi.

## Тактико-технічні характеристики
Дані з Japanese Aircraft 1910—1941

### Технічні характеристики
- Екіпаж: 3 особи
- Довжина: 9,55 м
- Висота: 3,67 м
- Розмах крил: 14 м
- Площа крил: 48,3 м
- Маса пустого: 1770 кг
- Злітна маса: 3200 кг
- Навантаження на крило: 66,2 кг/м²
- Двигун: 12-ти циліндровий W-подібний двигун Lorraine 12E Courlis водяного охолодження
- Потужність: 600 к. с.
- Питома потужність: 5,33 кг/к.с.
- Гвинт: трилопатевий металевий гвинт

### Льотні характеристики
- Максимальна швидкість: 237 км/год
- Швидкість приземлення: 92 км/год
- Мінімальна швидкість: 84 км/год

### Озброєння
- Стрілецьке:
  - 1 × 7,7-мм курсовий кулемет
  - 1 × 7,7-мм кулемет в турелі зверху
- Бомбове:
  - 1 × 800 кг торпеда
  - до 800 кг бомб